# Finansowy mechanizm napędowy
Zasugerowano, aby zintegrować ten artykuł z artykułem Dźwignia finansowa. Nie opisano powodu propozycji integracji.
Finansowy mechanizm napędowy (ang. financial gearing) to stosunek między długiem o stałym oprocentowaniu (kapitałem pożyczkowym) a kapitałem akcyjnym (własnej firmy), wykorzystywanym w celu finansowania przedsiębiorstwa. 
Dodatkowy zysk otrzymywany jest poprzez zaciąganie pożyczek o stałym oprocentowaniu i osiąganie większego dochodu z tych funduszy niż suma odsetek od nich narosłych wypłacanych akcjonariuszom. Duży stosunek funduszy o stałym oprocentowaniu, znany jako "high gearing", może osłabić firmę w mniej korzystnych warunkach handlowych.